# Нільтава лазурова
Нільтава лазурова (Cyornis unicolor) — вид горобцеподібних птахів родини мухоловкових (Muscicapidae). Мешкає в Гімалаях і в Південно-Східній Азії.

## Опис
Довжниа самця становить 12-17 см, довжина самиці 15,8 см. Довжина крил становить 8 см, довжина хвоста 6,5-7 см. Середня вага птаха становить 21 г. Виду притаманний статевий диморфізм. Верхня частина тіла самця синя, рульові пера чорні, центральні стернові пера чорні, решта сині. Між дзьобом і очима чорні смуги. Горло і груди синювато-сірі, живіт білуватий. Верхня частина тіла самиці темно-коричнева, нижня частина тіла попелясто-коричнева, живіт білуватий. Молоді птахи поцятковані охристими плямками.

## Підвиди
Виділяють три підвиди:
- C. u. unicolor Blyth, 1843 — від Гімалаїв до південного Китаю, північного Індокитаю, північного Таїланду і північної М'янми;
- C. u. diaoluoensis (Zheng, B, Yang & Lu, 1981) — острів Хайнань;
- C. u. cyanopolia Blyth, 1870 — Малайський півострів, Великі Зондські острови.

## Поширення і екологія
Лазурові нільтави мешкають в Непалі, Бутані, Індії, Бангладеш, М'янмі, Китаї, Таїланді, В'єтнамі, Лаосі, Камбоджі, Малайзії, Індонезії і Брунеї. Вони здебільшого осілі, однак гімалайські популяції взимку мігрують в долини. Живуть в тропічних і субтропічних лісах.

## Поведінка
Гніздо чашоподібне, зроблене з моху, папороті, корінців і лишайників. Розміщується в дуплі або в місці сполучення стовбура і гілки, на висоті до 3 м над землею. Діаметр гнізда становить 9,5 см.